# Puma Energy
Puma Energy es una empresa petrolera que desarrolla su actividad en los segmentos midstream y downstream como filial de la multinacional Trafigura. La empresa se dedica al suministro, almacenamiento, refinamiento, distribución y venta minorista de una variedad de productos petrolíferos, y desde 2015 opera más de 1.900 estaciones de servicio e instalaciones de almacenamiento de petróleo con una capacidad de 5,6 millones de metros cúbicos (35 millones de barriles).

## Historia de la empresa
Originalmente, Puma fue creada en Argentina en 1929 por la Compañía General de Combustibles (CGC) que fue fundada en 1920 para transporte de petróleo crudo y subproductos de todo el país. A finales de la década CGC estaba operando sus estaciones de servicio de marca propia en Argentina bajo la marca Puma. A lo largo de este período, la marca Puma experimentó un importante crecimiento en Argentina. A medida que la popularidad de la marca Puma creció, la red de sitios de venta se amplió a 180 estaciones de servicio. 
Hasta los años 1990 contó con su propia red de estaciones de servicio cuando era operada por el Grupo Soldati, que en 1994 la fusionó con Isaura y Astra para formar Eg3.
En el año 1997 (el mismo año en que Repsol compró Eg3), «Trafigura» adquirió los derechos de la marca Puma. En 2010, la empresa anunció la adquisición de cinco compañías minoristas de «BP Africa». Desde entonces, ha adquirido más activos para la comercialización de petróleo en América Central, el Caribe, el sudeste Asiático y Australia. Desde 2015, desarrolla operaciones en 45 países de los cinco continentes. Finalmente en 2016 regresa al mercado de Argentina después de muchos años.

## Actividades por región

### África
La empresa lleva a cabo operaciones en 12 países del África Occidental, Central y meridional. Su penetración en el mercado africano se inició en la República del Congo en 2002, antes de emprender su expansión hacia Ghana, Mozambique, Nigeria, Costa de Marfil, República Democrática del Congo y Angola como uno de los mayores inversores en el sector downstream del África subsahariana. En septiembre de 2011, "Puma" cerró la operación que le permitió adquirir los intereses de BP en el segmento downstream de Namibia (100 %), Botsuana (100 %), Zambia (75 %), Malaui (50 %) y Tanzania (50 %) por valor de 296 millones de dólares estadounidenses. Con esta operación, la empresa adquirió una cartera de activos minoristas en esos cinco países, que incluían combustible comercial y para aviación, lubricantes, más de 190 estaciones de servicio, diversos depósitos de almacenamiento y una terminal para importación.
El negocio en Botsuana representó una parte significativa del precio total y supuso la primera entrada de la empresa en un país africano interior, lo que otorgó a la compañía tener presencia transcontinental en el continente, desde Namibia hasta Mozambique. Asimismo, en 2010 y gracias a un acuerdo con la firma Castrol comenzó a distribuir marcas de lubricante en los nuevos mercados del sur de África, así como en Angola y la República Democrática del Congo. En 2012, la empresa adquirió dos terminales para importación de gas licuado del petróleo de 5000 m³ (180 000 ft³) en Benín y Senegal. En 2012, la empresa entró en el mercado minorista del África Oriental, dedicando una especial atención a Ruanda, Kenia, Uganda, Etiopía y Burundi.

### América Central y el Caribe

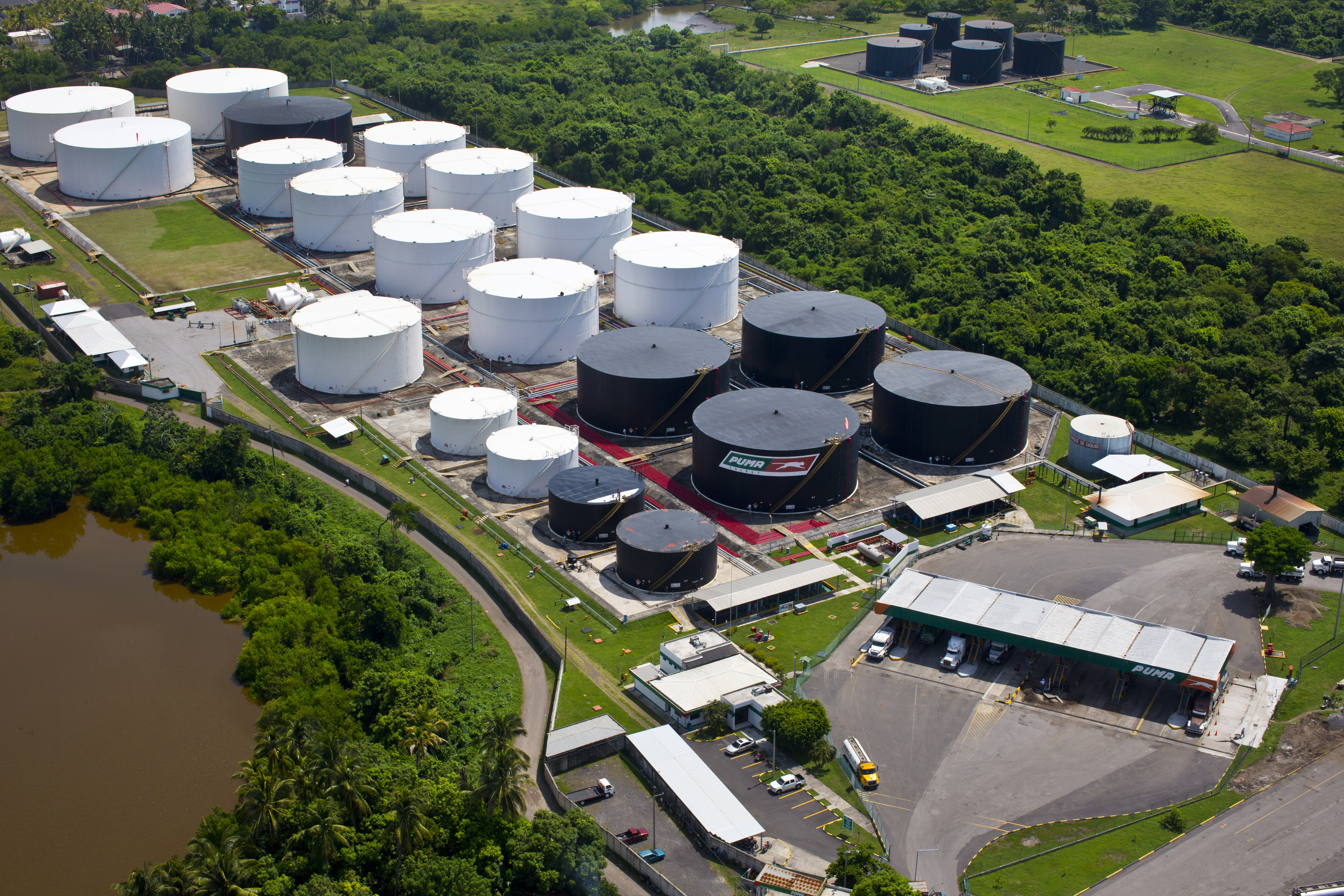
Terminales de combustible de Puma Energy en Guatemala.

En 2010, Puma Energy creó su filial regional, «Puma Energy Caribe», que compró el depósito de combustible de Puerto Rico de Caribbean Petroleum Corporation dañado por un incendio y 157 estaciones de servicio de la marca Gulf. En marzo de 2012, la empresa adquirió los negocios del segmento downstream de ExxonMobil de Guatemala, El Salvador, Honduras, Nicaragua, Panamá y Belice, formando una de las mayores empresas petroleras de la región. En Nicaragua, a fines del 2013 la empresa dominaba el 40 % del mercado minorista y disponía de una refinería en Managua, adquirida a Exxon, con una capacidad de 19 500 barriles diarios (3100 m³/d). En julio de 2012, la empresa compró los negocios de almacenamiento y distribución de combustible de Chevron de Puerto Rico y las Islas Vírgenes de los Estados Unidos. Los activos están formados por 192 estaciones de servicio de Texaco, y un sistema de depósitos de almacenamiento y suministro de combustible para aviación con una capacidad total de 430 000 barriles (68 000 m³). En noviembre de 2012 se formalizó otra adquisición a ExxonMobil con la compra del negocio de suministro y comercialización de Esso Standard Oil en República Dominicana. En febrero de 2013, Puma Energy y Castrol formaron una nueva asociación para comercializar «lubricantes Castrol» en los seis mercados de América Central de Puma y también en Paraguay. Como se mencionó, en 2016 Puma Energy regresa a Argentina donde comienza un plan de expansión, buscando afianzarse en el mercado y quitarle peso a YPF, la principal cadena de estaciones de servicio del país, con más del 50% del mercado.

### Asia Pacífico
En julio de 2012, Puma Energy anunció la adquisición de «Chevron Kuo Pte», empresa radicada en Singapur, propietaria del 70 % de «Chevron Bitumen Vietnam», un importador y distribuidor de asfalto para proyectos de infraestructura de Vietnam. La operación se cerró en noviembre de 2012. Así pues, la empresa extendió sus actividades al mercado mundial del asfalto.
En octubre de 2012, la empresa indonesia de gas y petróleo MedcoEnergi firmó un acuerdo con Puma Energy para vender una participación del 64 % en su filial de almacenamiento y distribución de combustible líquido, «PT Medco Sarana Kalibaru» (MSK). Los activos del segmento downstream de MSK incluyen instalaciones de almacenamiento de diésel de alta velocidad (HSD) de 22 700 m³ (800 000 ft³) en Yakarta así como infraestructuras de transporte y una red de distribución para suministrar combustible a empresas mineras de Sumatra y Kalimantan.

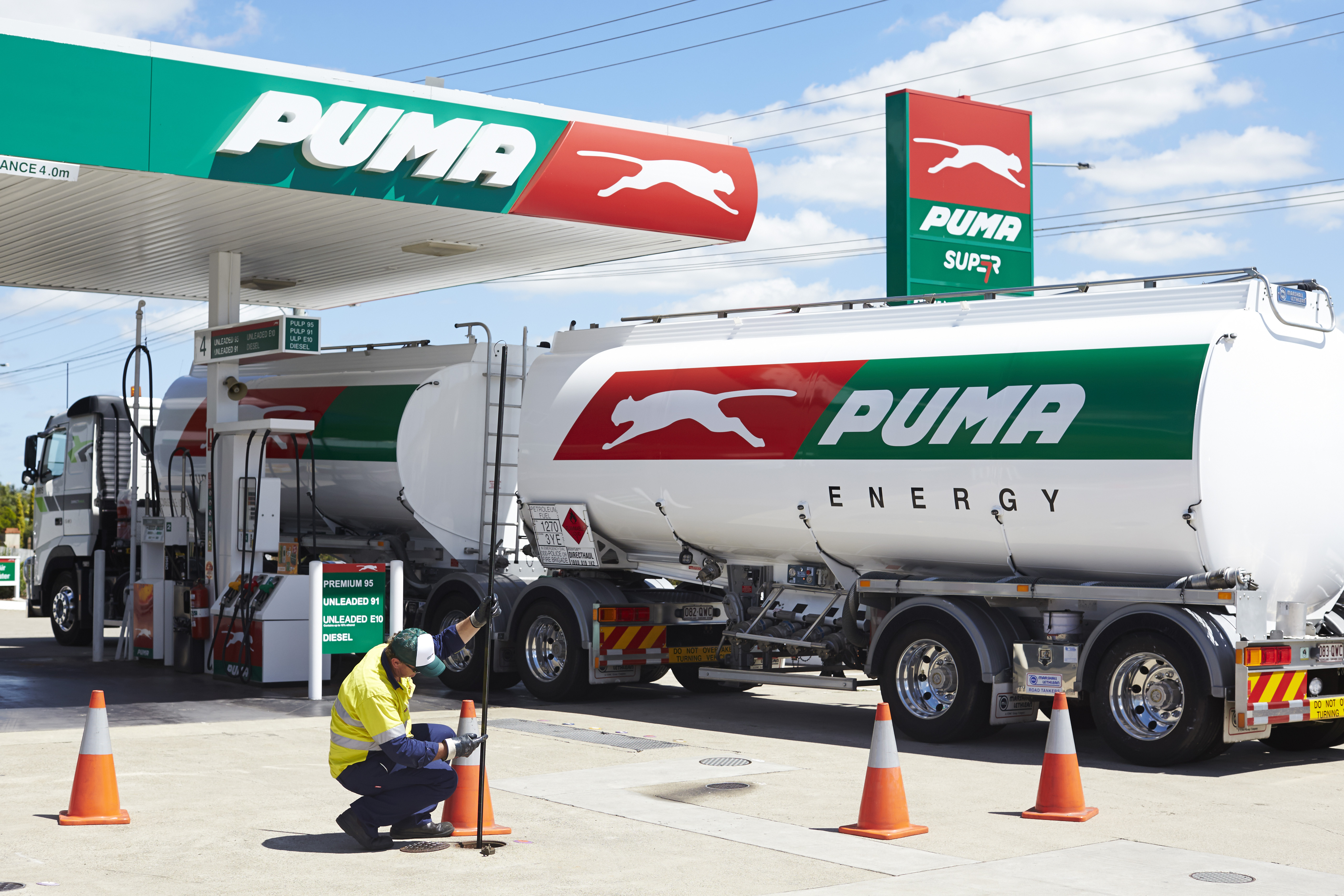
La entrada de una estación de servicio de Puma Energy en Brisbane, Australia.

En enero de 2013, «Puma Energy» adquirió la empresa de Queensland (Australia) Neumann Petroleum, en una operación que incluyó una cadena de 125 estaciones de servicio y una terminal costera de combustible al por mayor de 18 millones de dólares ubicada en Brisbane. En febrero de 2013, la empresa duplicó el número de sus gasolineras en Australia con la adquisición de «Ausfuel» a «Archer Capital» por 652 millones de dólares, convirtiéndose así en el mayor minorista de combustible independiente del país. En febrero de 2013, adquirió Central Combined Group, el mayor comercializador independiente de combustible de la zona central de Queensland.
En junio de 2014, Puma Energy realizó su primera inversión en Papúa Nueva Guinea al adquirir la refinería de petróleo Napa Napa de InterOil Corp (IOC), 52 estaciones de servicio, 30 depósitos de combustible, terminales y lugares de aviación por un total de USD 526 millones. En noviembre de ese año, la empresa anunció su intención de invertir USD 220 millones en la refinería Napa Napa para incrementar la capacidad productiva de 25.000 a 42.000 barriles por día.
Asimismo, en noviembre de 2014, Puma Energy inauguró la terminal de betún Langsat, una planta de almacenamiento de betún de 74.000 toneladas ubicada en Johor, Malasia.

## Propiedad
En septiembre de 2011, Trafigura anunció la venta de una participación del 20 % en Puma Energy a Sonangol Holdings, una filial de la petrolera estatal de Angola. Otros inversores privados poseen un 15 % de Puma Energy. En diciembre de 2012, el Financial Times publicó que Trafigura había fijado 2014 como la fecha «más temprana» para una oferta pública de Puma Energy, con Londres como el mercado más probable. En un artículo de Reuters de esa semana se recogió una declaración de la empresa en la que se afirmaba que Puma Energy estaba «bien financiada por los accionistas existentes» y «no tenía ninguna necesidad inmediata de acudir a los mercados públicos», y que una oferta pública inicial era «una de diversas opciones para algún momento del futuro».

## Patrocinios deportivos
Puma Energy patrocina diversos acontecimientos deportivos en África, como el Rally internacional de Zambia. En 2012, la empresa patrocinó el Abierto de tenis de Malaui. También en 2012, la empresa unió fuerzas con la aseguradora Madison General para patrocinar al campeón nacional de rallies de Zambia Mohammed Essa. Las dos empresas renovaron el patrocinio de Essa en febrero de 2013.
En septiembre de 2014, Puma Energy se convirtió en patrocinador oficial de los Juegos del Pacífico 2015, así como el principal patrocinador de los VI Juegos de PNG, ambos en Papúa Nueva Guinea.

## Controversias
La DGDC (La Dirección General de Defensa del Consumidor) clausuró tres bombas de gasolina de propiedad de Puma Tapiracuai en la Terminal de Omnibus de Asunción, República del Paraguay. Los propietarios de la Terminal argumentaron que las bombas de gasolina de Puma, estaban entregando menos combustible de lo que se estaba registrando en la máquina expendedora. Puma indicó que las bombas de gasolina fueron calibradas y certificadas por el INTN (Instituto Nacional de Tecnología) de Paraguay, el 4 de julio de 2013. Dos semanas después, sin embargo, los funcionarios de la DGDC e INTN, manifestaron que encontraron las mismas bombas de gasolina fuera de cumplimiento. Puma Tapiracuai, declaró públicamente que tenían serias dudas sobre la veracidad de los resultados de la evaluación, poniendo en dudas la posible influencia de los competidores en otras terminales, con precios superiores por la venta de gasolina.

### Implicación en el vertido tóxico de Costa de Marfil
En 2006, la empresa Trafigura y su filial Puma Energy, se vieron envueltas en el escándalo de los vertidos tóxicos en Costa de Marfil. Trafigura adquirió a principios de 2006 a la mexicana Pemex una gran remesa de un derivado del petróleo sin refinar llamado "nafta de coquificación". Este cargamento fue embarcado en el carguero Probo Koala de bandera Panameña donde fue sometido a un proceso de refinado a base de soda cáustica llamado "lavado cáustico" que produce derivados altamente tóxicos y volátiles como hidróxido de sodio, fenoles y sulfuro de sodio. El 19 de agosto de 2006 los desechos fueron depositados en vertederos a cielo abierto cercanos a Abiyán.
Unas 30.000 personas resultaron afectadas por estos vertidos y se acusó a Trafigura de la muerte de 17 de ellas. El caso derivó en diversas denuncias ante varios tribunales internacionales que Trafigura intentó saldar llegando a acuerdos extrajudiciales y pagando cantidades millonarias a los afectados.